# River of Tears
 (août 2018).
Si vous disposez d'ouvrages ou d'articles de référence ou si vous connaissez des sites web de qualité traitant du thème abordé ici, merci de compléter l'article en donnant les références utiles à sa vérifiabilité et en les liant à la section « Notes et références ».
Pour plus de détails, voir Fiche technique et Distribution.
River of Tears (相思河畔) est un film hongkongais réalisé par Chin Chien et sorti en 1969.

## Histoire
Un homme d'affaires cherche à sauver son naïf jeune frère de l'emprise d'une séduisante chanteuse de cabaret, tandis que leur père désespère d'obtenir un petit-fils à même d'assurer la pérennité de la lignée familiale. Le destin s'avèrera cependant cruel pour une partie des personnages, justifiant le titre de l'œuvre.

## Fiche technique
- Titre original : 相思河畔 - River of Tears
- Réalisation : Chin Chien
- Scénario : Kao Lin
- Société de production : Shaw Brothers
- Pays d'origine : Hong Kong
- Langue originale : mandarin
- Format : Couleurs - 2,35:1 - Mono - 35 mm
- Genre : drame lacrymal
- Durée :
- Date de sortie : 1969

## Distribution
- Jenny Hu : Fang Bi-yu
- Chin Han : Feng Chi-wei
- Tsung Hua : Feng Chi-chun
- Yu Ching : Danni Li
- Yang Chih-ching : Lin Lao-er
- Tsang Choh-lam : un joueur de poker